# Yuneec International
Yuneec International Company Limited — китайская авиастроительная компания, крупный разработчик и производитель лёгких самолётов и многофункциональных дронов. Основана в 1999 году Цзян Вэньянь. Штаб-квартира расположена в Шанхае, научно-исследовательский центр — в Шлирене, основные производственные мощности — в Куньшане. 

## История
Компания основана в 1999 году в Гонконге Цзян Вэньянь и её мужем Ю Тянем как производитель самолетов с дистанционным управлением для любителей моделирования, с 2009 года начала производство электрических моторов и приводов, а также мотопарапланов, мотопланеров и лёгких спортивных самолётов. С 2014 года начала серийное производство потребительских дронов, оснащённых цифровой камерой. В августе 2015 года корпорация Intel Capital инвестировала в Yuneec 60 млн долларов. В 2016 году Yuneec открыла в Швейцарии научно-исследовательский центр Advanced Technology Labs (ATL). В 2019 году Yuneec и Leica Camera разработали для коптеров инновационную видеокамеру. В 2021 году Yuneec вошла в состав швейцарской группы ATL Global Holding.

## Деятельность
Yuneec International разрабатывает и производит пилотируемые электрические самолеты, радиоуправляемые мультикоптеры (в том числе квадрокоптеры и гексакоптеры), FPV-гарнитуры и программное обеспечение для управления дронами, а также радиоуправляемые авиамодели самолётов и вертолётов. Yuneec производит как OEM-дроны для сторонних заказчиков, так и дроны под собственными торговыми марками Typhoon, Tornado, Breeze и Mantis. 
Дроны компании используются пожарными, спасателями, береговой охраной и полицией для служебной фото- и видеосъёмки; патрулирования государственной границы, труднодоступных участков леса и гор, стратегических объектов; доставки помощи потерпевшим. Также коптеры Yuneec используются для любительской видеосъёмки; картографирования и геодезии; исследования пустынь, океанов и морских животных; оценки состояния мостов, ветрогенераторов и солнечных панелей; в области сельского хозяйства (оценка здоровья растений, фумигация полей и садов). 
Сбытовые и сервисные офисы компании расположены в Китае, Германии, Швейцарии, Великобритании и США. Основными конкурентами Yuneec на китайском и международном рынках являются компании DJI, Autel Robotics и EHang.